# 登別温泉
登別温泉（のぼりべつおんせん、英: Noboribetsu Onsen）は、北海道登別市にある温泉。江戸時代から温泉の存在が知られており、明治時代に温泉宿が設けられてからは保養地・観光地となった。「にっぽんの温泉100選・総合ランキング」では毎年上位にランクインしている日本有数の温泉地となっている。地名の語源はアイヌ語の「ヌプル・ペツ」（水色の濃い川）に由来している。

## 泉質
自然湧出量は1日1万トン、9種類の泉質、毎分3,000リットル湧き出しており、「温泉のデパート」と呼ばれるほどである。中でも地獄谷は登別温泉最大の源泉エリアになっている。
- 硫黄泉
- 食塩泉（塩化物泉）
- 明礬泉（含アルミニウム泉）
- 芒硝泉（硫酸塩泉）
- 緑礬泉（含アルミニウム泉）
- 鉄泉（含鉄泉）
- 酸性鉄泉
- 重曹泉
- ラジウム泉

## 温泉街

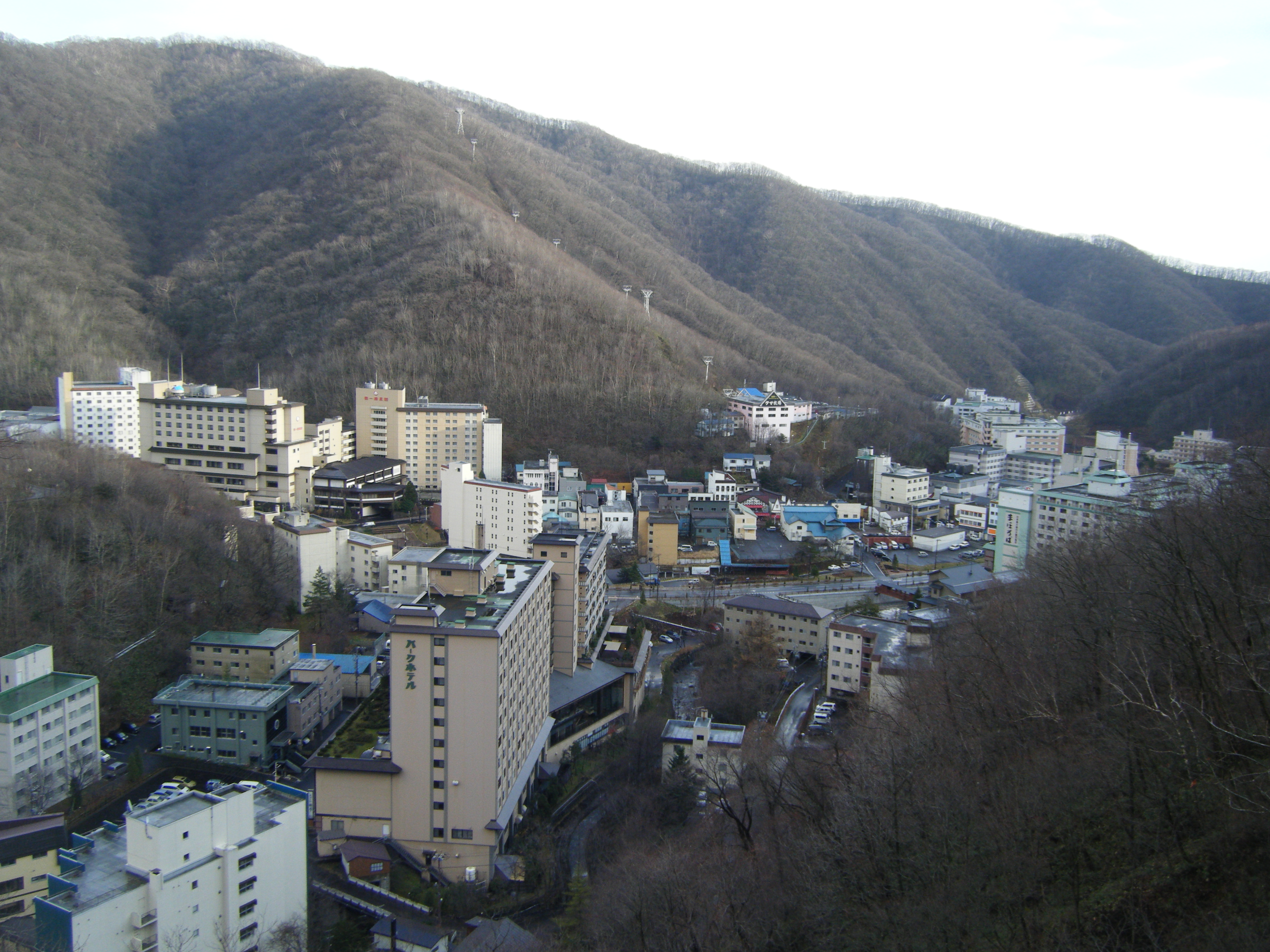
温泉街

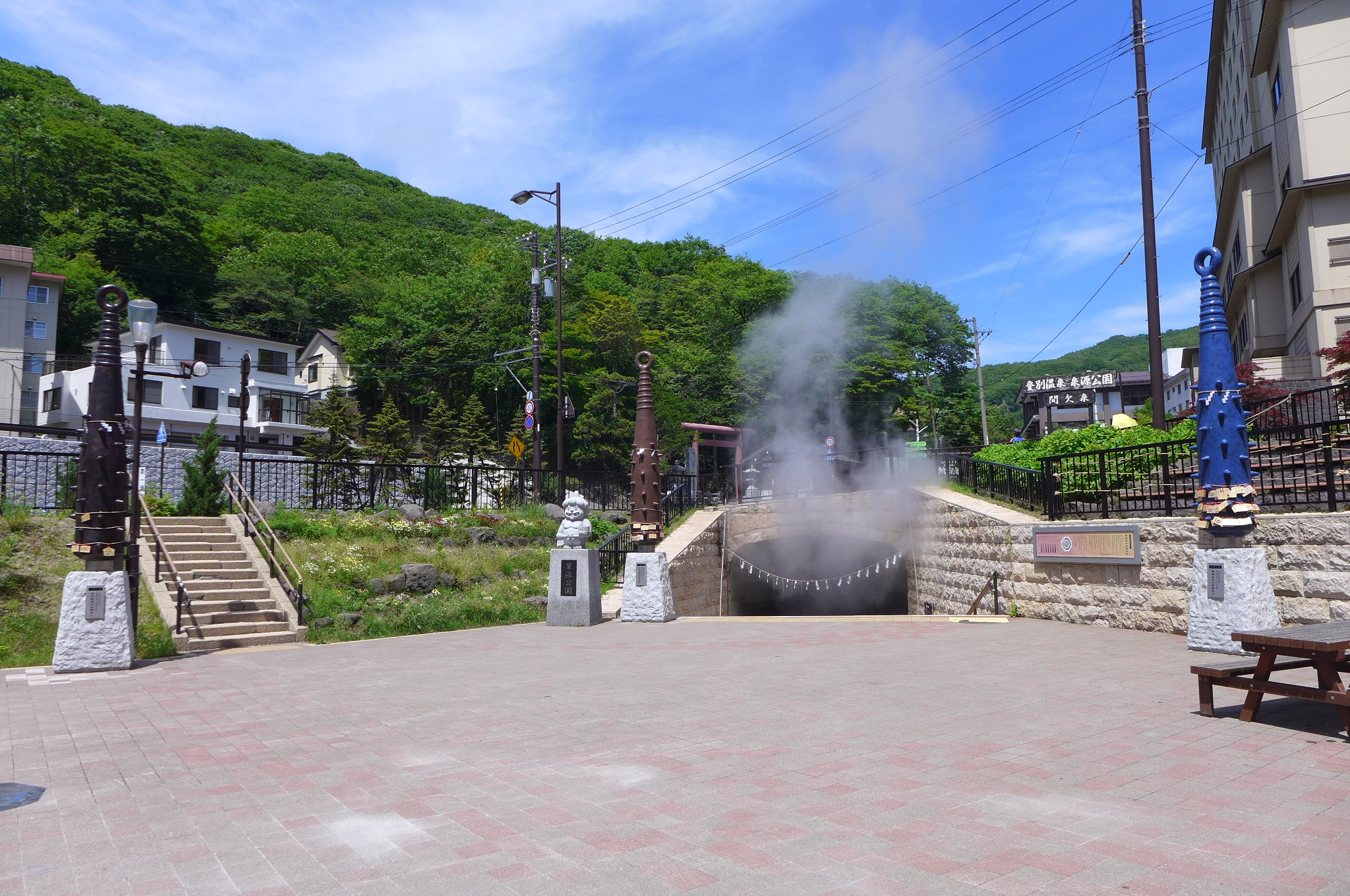
泉源公園

登別駅から約6kmの距離に位置しており、北海道道2号洞爺湖登別線・北海道道350号倶多楽湖公園線で通じている。クスリサンベツ川の谷にある温泉街（極楽通り）は飲食店・土産物店のほか、警察（交番）・消防・銀行（信用金庫）・郵便局・病院などがあり、道南バス登別温泉ターミナル付近には公衆浴場「夢元さぎり湯」がある。また、地獄谷にも近接している。四方嶺（クマ山）へは温泉街からのロープウェイで通じており、山上にはのぼりべつクマ牧場がある。
近年、温泉をモチーフにした2次元キャラクター「登別綾瀬」（温泉むすめ）が温泉のPRに活用されており、温泉街ではパネルの設置や、コラボ店舗でのグッズ販売が行われている。

## 歴史

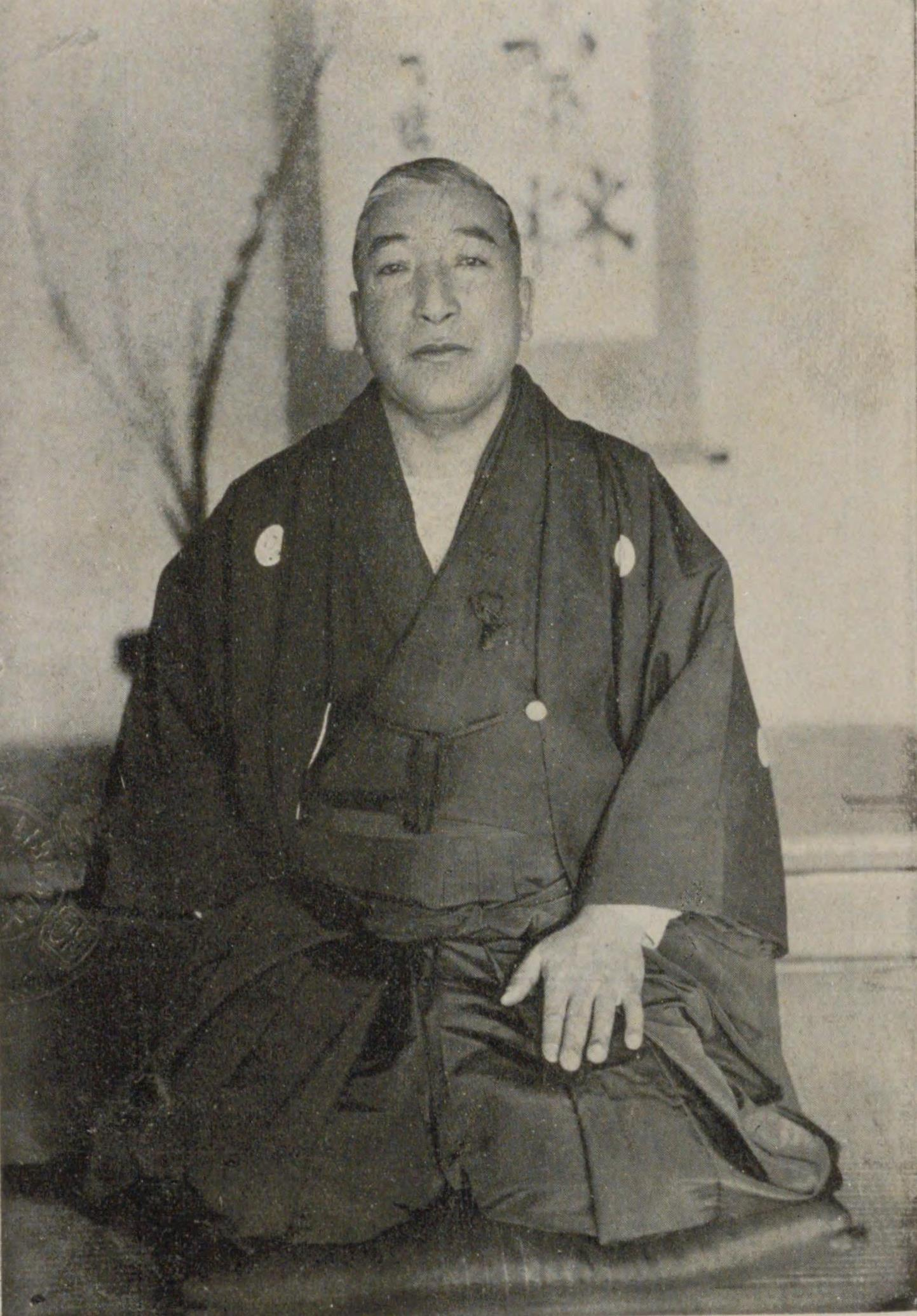
大正時代に登別温泉を買収し、発展させた栗林五朔

大昔はアイヌの人々が温泉を薬湯として重宝していたといわれる。江戸時代には最上徳内が『蝦夷草紙』で温泉の存在を以下のように記している。

「ノボリベッという小川有り、この川上に温泉湧き出て、流れ来るため白粉と紺青をかきたてるが如し、一日も水底の見ゆることなし。」

- 1845年（弘化02年）：松浦武四郎が温泉に立ち寄る[7]。
- 1857年（安政04年）：近江商人の場所請負人岡田半兵衛が硫黄採取のために道を開き、温泉までの道路改修[7]。
- 1858年（安政05年）：岡田半兵衛が旅人や鉱夫の湯治を目的に、湯治止宿小屋設置[7]。滝本金蔵が移住し[7]岡田の許可を受けて湯守となる[8]。
- 1873年（明治06年）：岡田半兵衛が、私費で温泉開削[6]。
- 1888年（明治21年）：滝本金蔵が「湯もとの滝本」（現・第一滝本館）開業。
- 1890年（明治23年）：滝本金蔵が内湯設置（翌年には越冬可能な施設整備）[9]。
- 1891年（明治24年）：登別—登別温泉間の道路整備[6]。
- 1905年（明治38年）：カルルス温泉とともに日露戦争傷病兵の保養地指定。これにより全国に名が知られる[8]。
- 1911年（明治44年）：この頃には旅館数軒を中心に50戸ほどがまとまり、馬車が通じていた[10]。
- 1913年（大正2年）：室蘭の栗林五朔が登別温泉全物件を買収[11]。
- 1915年（大正04年）：栗林が登別温泉軌道を設立し、馬車鉄道開通[6][12]。
- 1916年（大正5年）：宿も温泉も鉄道も電灯設備も登別温泉の全てを一手に経営していた栗林が温泉設備の改築に着手し、地元の反対を押し切って湯銭を徴収する有料化に踏み切る[11]。
- 1918年（大正07年）：蒸気機関車運転開始[6][12]。
- 1925年（大正14年）：路面電車運転開始（1933年廃止）[6][12]。
- 1936年（昭和11年）：北海道帝国大学医学物付属登別分院（後の北海道大学医学部附属病院登別分院）設立（1996年廃院）[6]。
- 1938年（昭和13年）：登別グランドホテル開業[13]。
- 1943年（昭和18年）：傷痍軍人登別温泉療養所（後の国立登別病院）設立（2002年廃止）[6]
- 1946年（昭和21年）：年金保険厚生団登別整形外科療養所（現在の地域医療機能推進機構登別病院（JCHO登別病院））開設。
- 1949年（昭和24年）：支笏洞爺国立公園指定[14]。
- 1954年（昭和29年）：昭和天皇、香淳皇后の行幸啓。地獄谷などを視察、登別グランドホテルに宿泊[15][16]。
- 1961年（昭和36年）：昭和天皇訪問[15]。
- 1964年（昭和39年）：『登別地獄まつり』初開催。
- 1972年（昭和47年）：『登別温泉湯まつり』初開催。群馬県の草津温泉と「姉妹温泉」締結[17]。
- 1990年（平成02年）：地獄谷に遊歩道整備[18][19]。
- 1993年（平成05年）：『登別地獄まつり』の第30回記念事業として「閻魔大王からくり山車」製作[注 2]。
- 1996年（平成08年）：外湯「夢元さぎり湯」オープン[20][21]。
- 2006年（平成18年）：『鬼火が誘う地獄の谷』（現在の『地獄の谷の鬼花火』）初開催[22]。
- 2008年（平成20年）：開湯150年。バイパス道路（温泉通り）全面開通[23]。泉源公園完成[23]。
- 2011年（平成23年）：今上天皇（当時、現在の上皇）訪問[15]。

## 景勝地
地獄谷

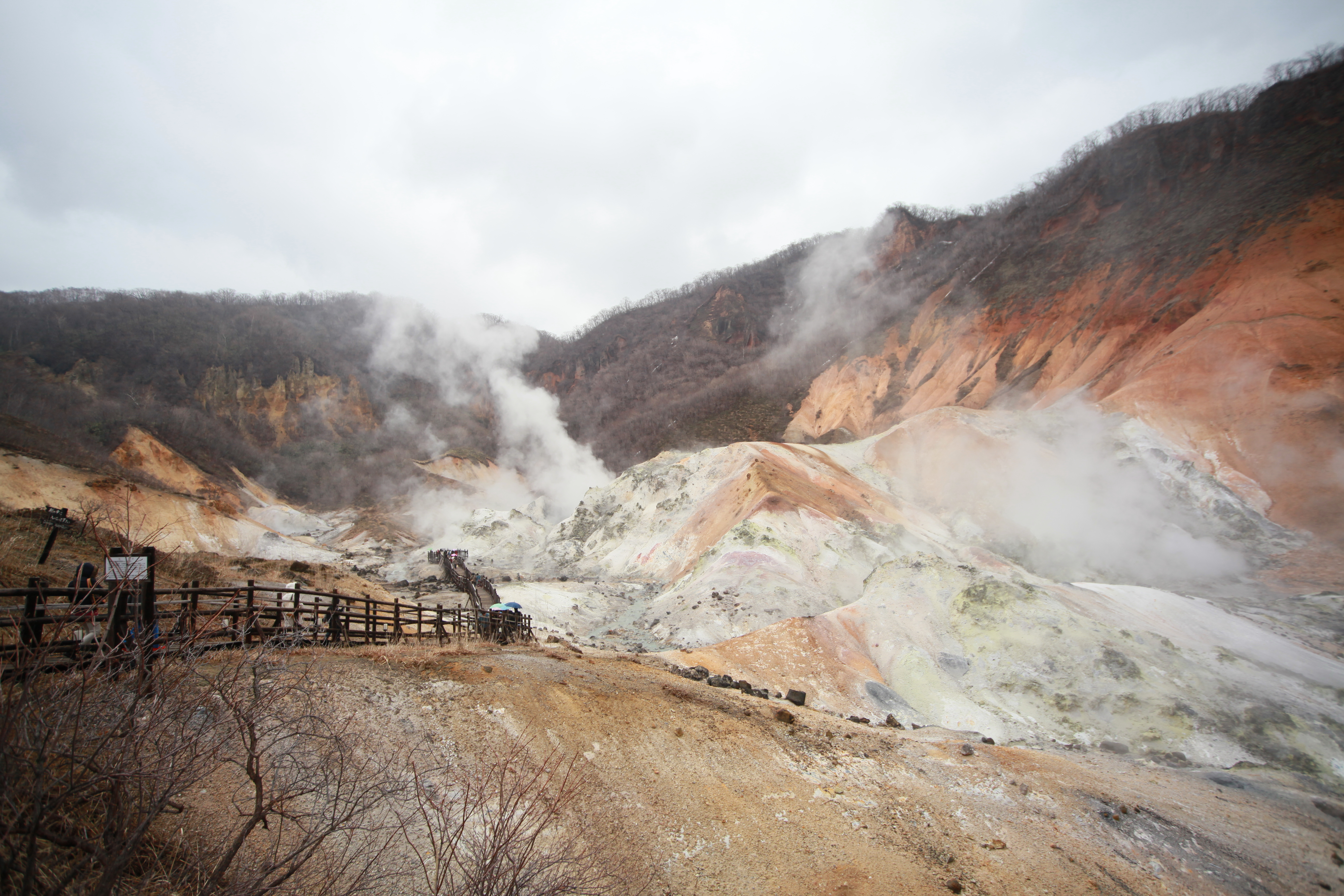
地獄谷と遊歩道

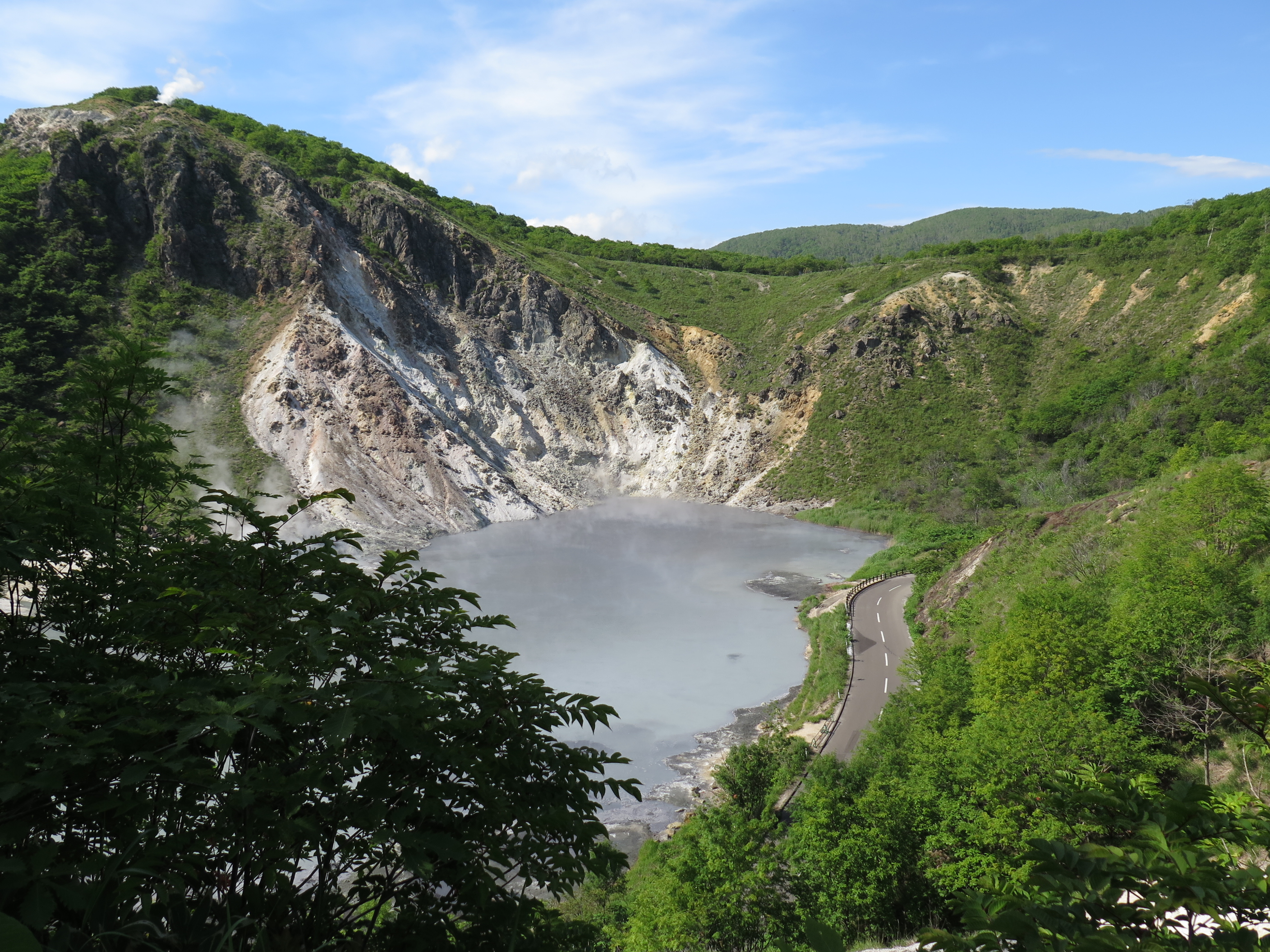
日和山と大湯沼

- 日和山の噴火によって生じた爆裂火口跡で、登別温泉の中心的な観光名所になっている。地表には小さな火口や噴気孔、湧出孔があり、ガスと高温の温泉が湧き出している。観光用の遊歩道も設けられており、奇怪な光景を1周10分から15分程で楽しむことができ。また、大湯沼までの遊歩道も整備している。

登別原始林
- 1924年（大正13年）に国の「天然記念物」に指定された[24]。約186 haあり、原始林内には約60種類の樹木や約110種類の草木が保存されている。遊歩道を整備している。

大正地獄
- 大正時代に起こった小規模な爆発で生じた湯沼であり、爆発した時代の年号が命名の由来となっている。間欠泉であり、湯量が減少するときに地鳴りとともに湯の色が変化するという特徴をもつ。2016年（平成28年）11月5日には高さ10 mほどに達する湯泥噴出が発生した。その後も1日1回程度の噴出活動が続いて展望台などが被害を受けたため、安全確保のために展望台と大湯沼川天然足湯への遊歩道を閉鎖した[25][26]。同年12月10日に活動が小康状態になったことから大湯沼川天然足湯への通行規制を解除したが、大正地獄は引き続き立入禁止になっている[27]。

日和山
- 標高377 mの活火山であり、一帯が気象庁の常時観測火山「倶多楽（登別火山）」を形成している[28]。現在も山頂から湯気を上げている。高山植物の群生を見ることができる。

大湯沼
- 周囲1 km、深さ22 mの湯沼であり、日和山の噴火によって生じた。湯の表面温度は約40〜50℃であるが、深いところでは約130℃ある。以前は湯沼から硫黄を採取していたが、現在は行われていない。

奥の湯
- 日和山の爆裂火口跡の一部であり、約80℃の灰色の硫化水素泉が湧き出している。成分自体は大湯沼と同じであるが、硫黄は底に蓄積せずに流出している。

大湯沼川天然足湯
- 大湯沼から流れ出した温泉が大湯沼川に流れ込み、天然の足湯を楽しむことができる。また、森林浴もできる。2016年（平成28年）に発生した大正地獄の活動活発化に伴い遊歩道が一時閉鎖されたが、同年12月10日に通行規制を解除した[27]。

## 選定
- 日本百景「登別温泉」（1927年）[29]
- 新日本旅行地100選「登別温泉」（1966年）
- かおり風景100選「登別地獄谷の湯けむり」（2001年）[30]
- 北海道遺産「登別温泉地獄谷」（2004年）[31]
- 日本紅葉の名所100選「地獄谷」（2010年）
- 日本美しの森 お薦め国有林「登別温泉風景林」（2017年）[32]

## イベント
- 元旦縁起もちつき（元日）
- 登別温泉湯まつり（2月）
- 地獄の谷の鬼花火（6月から8月）
- お宿の浴衣で盆踊り（8月）
- 登別地獄まつり（8月）
- 泉源公園イルミネーション（11月から3月）

## 登別温泉が舞台（ロケ地）となった作品
歌
- ザ・ドリフターズ「いい湯だな　ビバノン・ロック」（1968年）[33]

テレビドラマ
- 『シークレット部隊』第8話（1972年）
- 『西部警察 PART-II』（1983年）
- 『さすらい刑事旅情編VI』（1993年）
- 『はるちゃん6』（2002年）[34]
- 『プラチナタウン』（2012年）[35]
- 『広域警察4』（2013年）[36]
- 『北海道警事件ファイル 警部補 五条聖子3 登別室蘭殺人事件』（2015年）[37]

映画
- 『男はつらいよ 翔んでる寅次郎』（1979年）
- 『一日だけの恋人』（2016年 タイ・GDH_559）

小説
- レイモンド・ベンソン『赤い刺青の男』（2003年）

## アクセス
札幌・新千歳空港方面から送迎バスを運行している宿泊施設がある。周辺にはカルルス温泉、カルルス温泉サンライバスキー場、新登別温泉、のぼりべつ文化交流館「カント・レラ」（冬季休館）、倶多楽湖（道路は冬季通行止め）、登別伊達時代村、登別マリンパークニクスがある。
- 道南バス「登別温泉」（道南バス登別温泉ターミナル）バス停下車
- 道央自動車道登別東ICから約6 km
- 北海道旅客鉄道（JR北海道）登別駅から約8 km（温泉街までの路線バスあり）

### 観光
- 登別温泉地獄谷 - 北海道遺産
- 登別国際観光コンベンション協会
  - 登別国際観光コンベンション協会 (noboribetsuonsen) - Facebook
  - えんまちゃんねる 登別国際観光コンベンション協会 - YouTubeチャンネル

### 防災
- 防災マップ | 登別市